# Cerambyx cerdo
Il cerambice della quercia (Cerambyx cerdo Linnaeus, 1758) è un insetto dell'ordine dei Coleotteri e della famiglia Cerambycidae.

## Descrizione

### Adulto

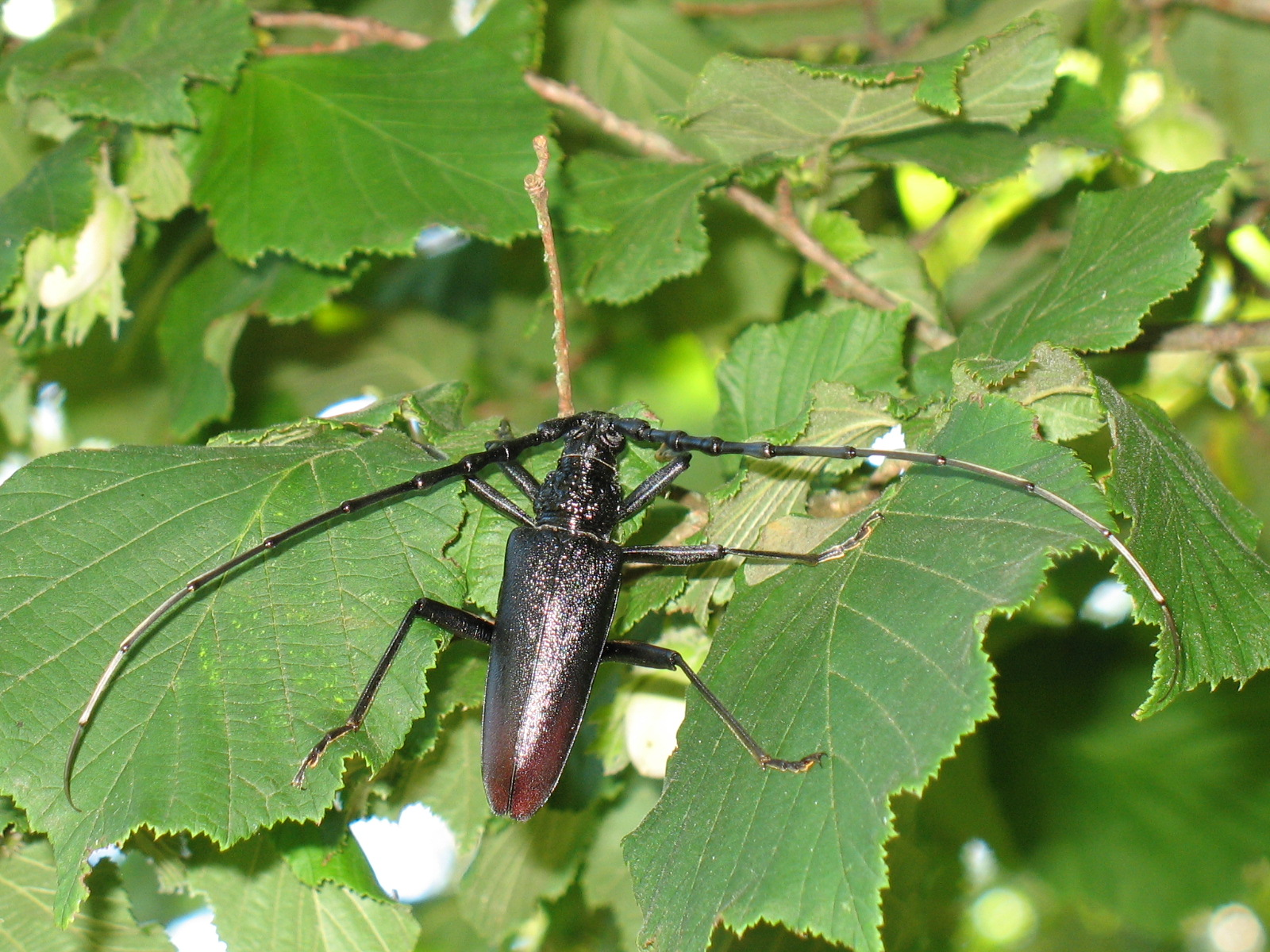
maschio di Cerambyx cerdo

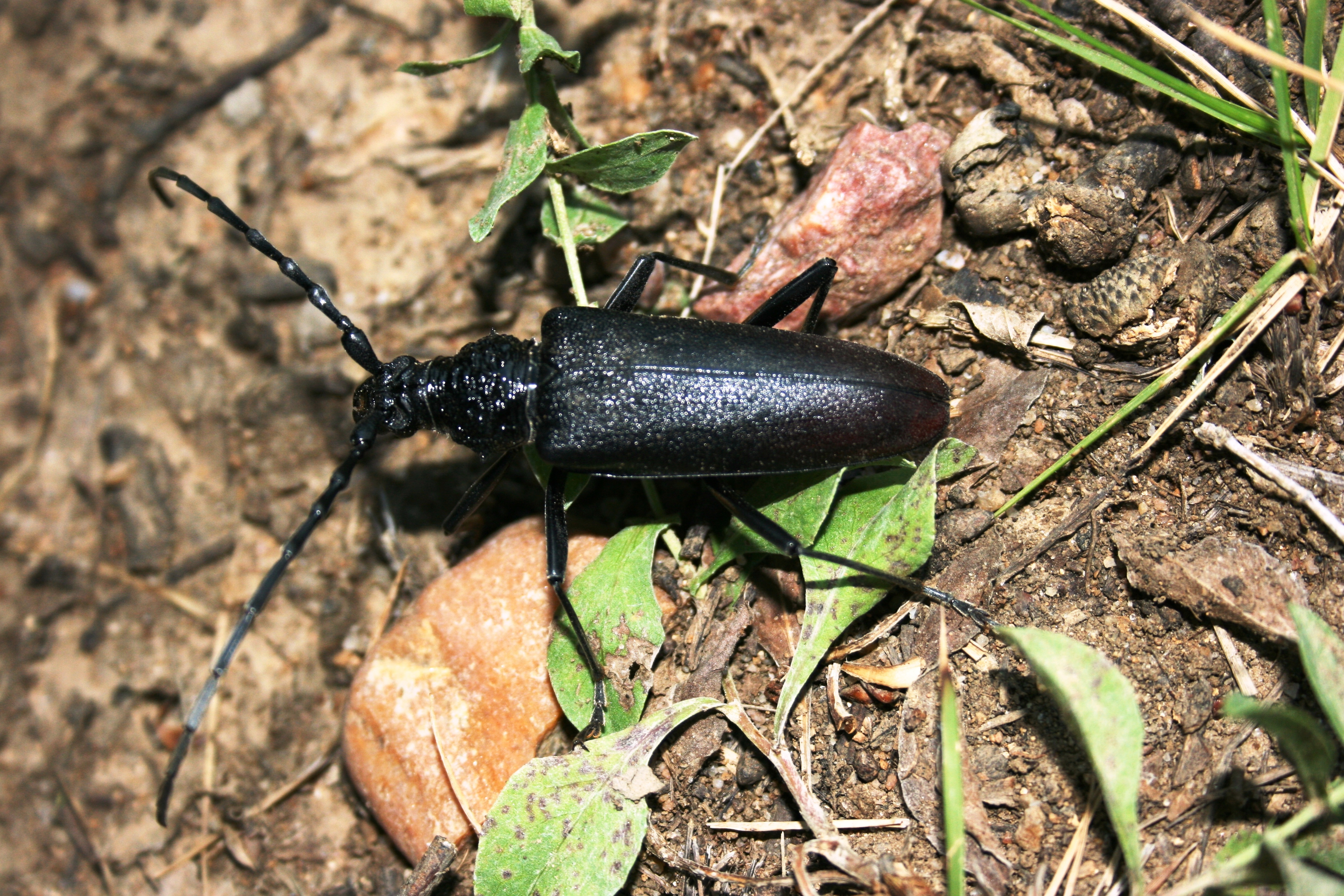
femmina di Cerambyx cerdo

La lunghezza è di 5–11 cm. Il colore del corpo nero intenso, tranne l'apice delle elitre più o meno estesamente rossastro.

La superficie del corpo è ricoperta da una fine pubescenza argentea, generalmente poco visibile, tranne che nella sottospecie nordafricana e spagnola mirbeckii.
Le antenne, nodose fin al 5° segmento, superano la lunghezza del corpo nel maschio e la eguagliano nelle femmine. Come in tutti i Cerambycoidea, i maschi più piccoli hanno antenne meno sviluppate, mentre queste possono raggiungere una lunghezza di 11–12 cm negli esemplari maggiori.

Il torace porta lateralmente due spine, corte ed ottuse nelle sottospecie occidentali, ma acuminate nella sottospecie orientale acuminatus.

La superficie del torace è più o meno lucida e percorsa da rughe più o meno regolari, a seconda delle sottospecie o delle popolazioni.

Le elitre, finemente granulose e più o meno pubescenti, sono acuminate all'apice nei maschi e più o meno parallele nelle femmine. I maschi della sottospecie mirbeckii hanno elitre simili alle femmine.

### Larva
La larva, bianca e carnosa, non differisce da quella tipica di altri rappresentanti della sottofamiglia Cerambycinae. È tuttavia riconoscibile per le grandi dimensioni, potendo raggiungere una lunghezza massima di 10 cm, negli esemplari più maturi.

## Biologia

### Larva

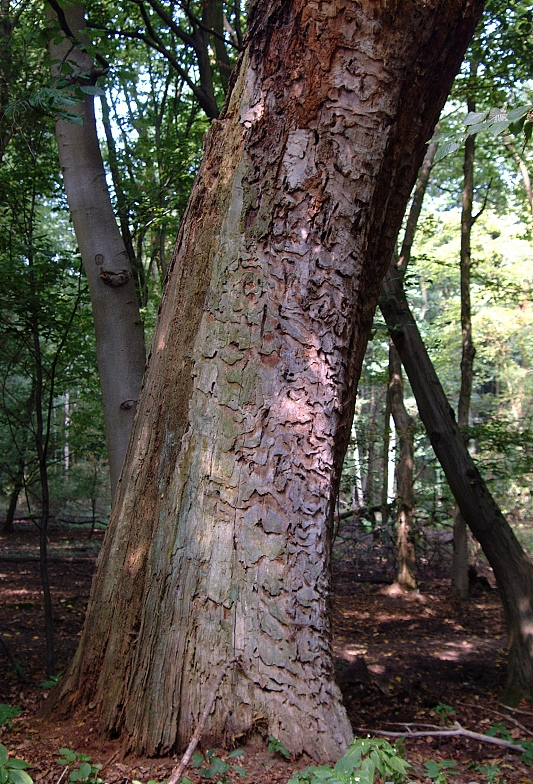
Quercia attaccata da Cerambyx cerdo Linnaeus, 1758

La larva si sviluppa all'interno del tronco e dei rami maggiori delle querce. Le piante vecchie e malate vengono preferite, tuttavia anche piante giovani, così come, raramente, altre latifoglie (castagni) possono venire attaccate.

Le piante secche non vengono più attaccate e, sfarfallati gli ultimi adulti, l'attacco non si ripete ad opera di questa specie.

La larva scava grosse gallerie, del diametro di alcuni centimetri ed impiega tre anni per compiere il suo completo sviluppo.

All'approssimarsi del periodo pupale, la larva scava una grossa cella al di sotto della scorza e si trasforma in pupa.

### Pupa
Il periodo pupale si compie durante l'estate e l'adulto schiude già a settembre. Tuttavia rimane nella sua celletta fino all'estate successiva, nutrendosi del grasso accumulato dalla larva.

Sfarfalla, ai primi caldi di giugno, attraverso un foro nella scorza.

### Adulto

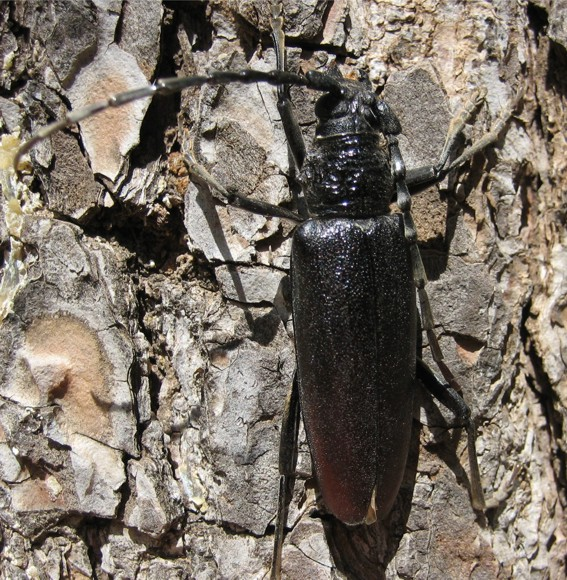
Femmina di Cerambyx cerdo nel suo habitat naturale

L'adulto frequenta gli alberi nei quali si è sviluppato, non allontanandosi molto da essi.

È attivo durante il giorno e percorre i tronchi e i rami in su e in giù alla ricerca della femmina.

Spesso i maschi si confrontano in lotte infraspecifiche per il possesso della femmina e alcuni esemplari possono venire mutilati delle zampe o delle antenne.

Gli adulti si alimentano con linfa o frutti maturi (albicocche, pesche), tuttavia raramente sopravvivono per più di un mese.

## Distribuzione
Questa specie è diffusa in buona parte d'Europa (Escludendo: Azzorre, Canarie, Cipro, Danimarca, Irlanda, Islanda, Liechtenstein, Scandinavia, Repubbliche baltiche e Russia).
L'areale comprende anche: Nord Africa (dove è diffusa la sottospecie C. cerdo mirbeckii (Lucas, 1842)), Caucaso, Turchia, Iran, Siria, Giordania, Libano ed Israele
L'impoverimento dell'habitat forestale (incendi e rimozione di piante morte o malate) determina una minaccia per la sua sopravvivenza. In Italia la specie è vulnerabile secondo la classificazione IUCN.
La specie è inoltre presente negli allegati 2 (Specie animali e vegetali d'interesse comunitario la cui conservazione richiede la designazione di zone speciali di conservazione) e 4 (Specie animali e vegetali di interesse comunitario che richiedono una protezione rigorosa) della Direttiva Habitat 92/43/CEE.